# Petit Basset Griffon Vendéen
Petit Basset Griffon Vendéen – rasa psa, należąca do grupy psów gończych i posokowców, znajduje się w sekcji krótkonożnych psów gończych. Podlega próbom pracy.

## Rys historyczny
Petit Basset Griffon Vendéen jest krótkonożnym psem gończym, który wraz z Grand Basset Griffon Vendéen, pochodzi od wysokonożnego Griffon Vendéen. Wyhodowany został w regionie Wandea (Vendée) w południowo-zachodniej Francji pod koniec XIX wieku, przez hrabiego Christiana d'Elve z Maxenne.

## Użytkowość i charakter
Petit Basset Griffon Vendéen to miniaturowy basset o proporcjonalnie zmniejszonych wymiarach, który zachował pasję łowiecką, żywe usposobienie i werwę. Obecnie używany jest do polowań na zające i króliki. Przyjazny wobec ludzi i dzieci, potrzebuje możliwości realizowania swoich potrzeb ruchowych.

## Popularność
Petit Basset Griffon Vendéen jest bardzo popularny we Francji, zdobywa także popularność na wystawach w Wielkiej Brytanii.